# Regionalwahlen in Italien 2014
Die Regionalwahlen in Italien 2014 fanden in vier Regionen mit Normalstatut (Piemont, Emilia-Romagna, Abruzzen und Kalabrien) und in einer Region mit Spezialstatut (Sardinien) statt.
Die Wahl fand in Sardinien am 16. Februar statt; in Piemont und in den Abruzzen am 25. Mai; in Emilia-Romagna und in Kalabrien am 23. November.

## Zusammenfassung der Ergebnisse
| Region                    | Mitte-links               | Mitte-rechts             | Movimento 5 Stelle      | Sonstige | Präsident vor der Wahl             |
| ------------------------- | ------------------------- | ------------------------ | ----------------------- | -------- | ---------------------------------- |
| Sardinien → Ergebnis      | Francesco Pigliaru %      | Ugo Cappellacci %        | –                       | 18,0 % 1 | Ugo Cappellacci (Mitte-rechts)     |
| Piemont → Ergebnis        | Sergio Chiamparino 47,1 % | Gilberto Fratin 2 22,1 % | Davide Bono 21,5 %      | 9,4 %    | Roberto Cota (Mitte-rechts)        |
| Abruzzen → Ergebnis       | Luciano D’Alfonso 46,3 %  | Giovanni Chiodi 29,3 %   | Sara Marcozzi 21,4 %    | 3,1 %    | Giovanni Chiodi (Mitte-rechts)     |
| Emilia-Romagna → Ergebnis | Stefano Bonaccini 49,1 %  | Alan Fabbri 29,9 %       | Giulia Gibertoni 13,3 % | 7,8 %    | Vasco Errani (Mitte-links)         |
| Kalabrien → Ergebnis      | Mario Oliverio 61,4 %     | Wanda Ferro 23,6 %       | Cono Cantelmi 5,0 %     | 10,0 %   | Giuseppe Scopelliti (Mitte-rechts) |

- 1 Davon Michela Murgia (Lokale Listen): 10,3 %.
- 2 Kandidat für Fratelli d’Italia: Guido Crosetto, 5,2 %.